# Approche de l'objet
L’approche de l’objet est la façon par laquelle l’individu s’organise pour aller saisir/prendre un objet. Le but de l’approche est d’atteindre la cible avec sa main et ce le plus précisément possible autant dans le temps que l’espace.
Le mouvement d’approche dépend entre autres de la perception visuelle. En effet, l’individu doit être en mesure de percevoir l’objet qu’il tente d’atteindre pour pouvoir se diriger vers celui-ci. L’individu doit aussi avoir une proprioception adéquate afin de bien sentir son corps dans l’espace et ainsi se diriger adéquatement vers la cible. La coordination visuo-motrice est donc de première importance afin de bien orienter et corriger le mouvement du ou des bras pour atteindre l’objet désiré. Certaines pathologies viennent influencer l’approche de l’objet, car elles viennent compromettre certaines habiletés nécessaires à une approche optimale. Souvent, il y aura incoordination du mouvement tant sur le plan de la trajectoire du mouvement que la vitesse de celui-ci.

## Approche de l'objet chez l'enfant
L’approche de l’objet peut se manifester de différentes façons. Elle peut être unilatérale, donc s’effectuer à une main, et elle peut être bilatérale, donc s’effectuer à deux mains. Les mouvements d’approche de l’objet varient selon le stade de développement d’un enfant. La capacité d’approcher un objet désiré débute vers 3-4 mois avec un mouvement imprécis caractérisé par des mouvements peu coordonnés. Avec la maturation, l’approche devient de plus en plus directe vers la cible. Vers l’âge de 9 mois, l’enfant commence à adopter une posture de la main correspondant à la taille de l’objet. Finalement, la vitesse de l’approche est davantage fonctionnelle relativement à la capacité de l’enfant à s’organiser au niveau de sa visuo-motricité. 

## La prise du crayon
La prise du crayon est une approche de l'objet étudiée chez l'enfant et désigne la façon dont sa main parvient à tenir un crayon. Elle évolue avec l'âge et est influencée par l'état de santé de la personne. Elle constitue l’un des domaines d’intervention de l’ergothérapeute auprès des enfants présentant des difficultés à l’écriture. Selon Kramer et Hinojosa, la manipulation des outils est un des préalables à l’écriture. La préhension du crayon suit une progression développementale et a été catégorisée selon une échelle créée par Schneck et Henderson. Cette classification décrit dix préhensions de crayon et se divise en trois stades : primitif, transitoire ou mûre. Une prise est considérée comme primitive lorsque l’instrument est stabilisé dans la paume de la main ou avec les doigts en extension avec une commissure du pouce fermée. Les prises de crayon du stade primitif sont aussi caractérisées par la position de l’avant-bras en pronation et par un mouvement à l’épaule lors de l’utilisation du crayon.  Les prises faisant partie du stade transitoire sont observées par la flexion des doigts sur l’outil. La position de l’avant-bras est d’abord en pronation pour graduellement atteindre une position en supination. Finalement, à un âge plus avancé, l’enfant stabilise le crayon avec les phalanges distales du pouce, de l’index et du majeur (et de l’annulaire pour la prise quadripode). Il y a alors une légère extension du poignet et l’avant-bras en position de supination est en appui sur la table. Ces prises de crayon font partie du stade mûr.

### Les différents stades de la prise du crayon
- Stade primitif :

1. Prise palmaire radiale : Crayon stabilisé radialement dans la paume (pouce vers le bas) et la main est fermée ; avant-bras en pronation et épaule en abduction, mouvement avec tout le membre supérieur.
2. Prise palmaire en supination : Crayon stabilisé dans la paume et la main est fermée ; poignet légèrement en flexion et avant-bras en position de supination (le pouce vers le haut) ; mouvement avec tout le membre supérieur.
3. Prise digitale en pronation avec l’index seulement en extension : Crayon stabilisé dans la paume et index en extension sur le crayon (vers la pointe) ; épaule en abduction et mouvement avec tout le membre supérieur.
4. Prise du pinceau : Crayon tenu avec les doigts et l’extrémité opposée à la pointe est dans la paume ; avant-bras en pronation et mouvement au niveau du poignet ; tout le membre supérieur bouge.
5. Prise avec les doigts en extension : Crayon est tenu avec les doigts ; poignet en pronation et avec légère déviation ulnaire ; avant-bras bouge en bloc.
- Stade transitoire :

8. Prise avec le pouce qui croise sur l’index : Crayon stabilisé entre l’index et le pouce ; doigts fermés dans la paume et pouce passe par-dessus le crayon et prend appui sur l’index ; commissure du pouce fermée ; mouvement du poignet et des doigts ; avant-bras en appui.
7. Tripode statique : Crayon stabilisé par opposition de la pulpe du pouce et de l’index et contre le côté radial du 3e doigt ; commissure du pouce ouverte ; poignet légèrement en extension et main bouge en bloc ; avant-bras en appui.
8. Quadripode : Crayon tenu avec 4 doigts en opposition ; mouvement du poignet et des doigts ; avant-bras en appui.
- Stade mûr :

9. Tripode latérale : Crayon stabilisé entre la pulpe de l’index et le côté radial du 3e doigt contre le pouce en adduction ; pouce passe par-dessus le crayon et prend appui sur ou sous le côté radial de l’index ; commissure du pouce partiellement ou complètement fermée ; flexion des 4e et 5e doigts ; mouvements isolés des 3 premiers doigts et du poignet (en légère extension) ; avant-bras en appui sur la table.
10. Tripode dynamique : Crayon stabilisé contre le côté radial du 3e doigt par la pulpe de l’index et du pouce (en complète opposition) ; commissure du pouce ouverte complètement ; flexion des 4e et 5e doigts ; mouvements isolés des 3 premiers doigts et du poignet (en légère extension) ; avant-bras en appui sur la table.

### Les caractéristiques d'une prise du crayon fonctionnelle
De façon générale, les thérapeutes tendent à privilégier une prise de crayon de type tripode dynamique (mûre). La supériorité de cette prise est en fait basée sur les traditions, mais aucune évidence ne confirme cette hypothèse, Pour qu’une prise de crayon soit considérée comme fonctionnelle, elle doit permettre à l’enfant de bien calibrer la force et la vitesse afin de compléter ses tâches dans un temps raisonnable et comparable à celui de ses pairs et, ce, sans douleur ni fatigue de la main et du poignet.  Elle doit aussi permettre des mouvements dissociés, fluides et dynamiques des doigts.